# Parafia Niepokalanego Serca Najświętszej Maryi Panny w Rychlikach
Parafia Niepokalanego Serca Najświętszej Maryi Panny w Rychlikach – parafia rzymskokatolicka w diecezji elbląskiej. Erygowana w ok. 1310 roku, reerygowana 1 czerwca 1962 roku przez administratora warmińskiego Teodora Benscha.
Na obszarze parafii leżą miejscowości: Rychliki, Barzyna, Buczyniec, Dziśnity, Gołutowo, Lepno, Rejsyty, Topolno, Wopity, Wysoka. Tereny te znajdują się w gminie Rychliki w powiecie elbląskim w województwie warmińsko-mazurskim.
Kościół parafialny w Rychlikach został wybudowany w 1877 roku, wtedy też konsekrowany. Plebania z 1842.

## Proboszczowie
| imię i nazwisko                       | daty urzędowania |
| ------------------------------------- | ---------------- |
| ks. Adam Hebel                        | 1947–1949        |
| ks. Alfons Hilary Kurowski            | 1949-1963        |
| ks. Jan Litwin                        | 1963-1979        |
| ks. kanonik Lucjan Edmund Szostkowski | 1979-2008        |
| ks. Józef Bommersbach                 | 2008-2013        |
| ks. Lech Wasilewski                   | od 2013          |